# 楊文岳
楊文岳（？—1642年），字斗望，四川順慶府南充縣人。明末官员，死于李自成军下。

## 生平
萬歷四十三年（1615年）乙卯科四川鄉試舉人，四十七年（1619年）己未科進士，都察院觀政，四十八年授行人。天啟元年順天同考，五年（1625年）考选，擢户科給事中，巡视光禄寺，六年升工科右，巡视京营，七年升刑科左，巡视十庫、太仓，崇祯元年升禮科都給事中。
崇禎二年（1629年），出為江西右參政，歷湖廣、廣西按察使，五年升雲南右布政使，七年升山西左布政使，以都察院右副都御史巡撫登、萊。崇禎十二年（1639年），擢兵部右侍郎，總督保定、山東、河北軍務。
崇禎十四年（1641年）正月，李自成陷洛陽，犯開封，文岳率總兵虎大威赴援，趨鄧州，斬賊首一條龍、一只龍。
是年九月丁丑，傅宗龍駐軍新蔡，與楊文岳軍會合。己卯（八日），遇李自成部，賀人龍、鄭嘉棟不戰而走，李國奇戰不勝，亦走項城，於是明軍大潰於孟家莊（今平輿境內），再潰於火燒店，宗龍被圍，九日，部將挾文岳夜入於項城，文岳走陳州，與丁啟睿駐軍汝寧。事後文岳被革職，充為事官，以期戴罪自贖。李自成部遂破葉縣、泌陽，乘勝陷南陽，殺唐王。連下鄧州等十四城，再圍開封。
崇禎十五年（1642年）文岳馳救開封，論功復官，九月，在汝寧夜襲賊營有功。閏十一月中旬，孫傳庭戰死，李自成率羅汝才等部，合圍汝寧。文岳戰事不利，退入城中固守，李自成以人海戰術猛攻不休，城陷被俘，傅汝為自殺。楊文岳拒降，破口大罵，被綁在城南三里鋪，以大砲擊之，洞胸糜骨而死。

## 家族
曾祖楊金。祖父楊同仁。父楊倧。

## 延伸阅读
[在维基数据编辑]
 《明史卷二百六十二》，出自《明史》